# Municipio de Ashland (Arkansas)
El municipio de Ashland (en inglés: Ashland Township) es un municipio ubicado en el condado de Lawrence en el estado estadounidense de Arkansas. En el año 2010 tenía una población de 240 habitantes y una densidad poblacional de 3,52 personas por km².

## Geografía
El municipio de Ashland se encuentra ubicado en las coordenadas 35°57′42″N 91°1′25″O / 35.96167, -91.02361. Según la Oficina del Censo de los Estados Unidos, el municipio tiene una superficie total de 68.24 km², de la cual 68,16 km² corresponden a tierra firme y (0,11 %) 0,08 km² es agua.

## Demografía
Según el censo de 2010, había 240 personas residiendo en el municipio de Ashland. La densidad de población era de 3,52 hab./km². De los 240 habitantes, el municipio de Ashland estaba compuesto por el 97,08 % blancos, el 0,42 % eran afroamericanos, el 0,42 % eran asiáticos y el 2,08 % eran de una mezcla de razas. Del total de la población el 0 % eran hispanos o latinos de cualquier raza.